# 星毛补血草
星毛补血草（学名：Limonium aureum var. potaninii）为白花丹科补血草属下的一个变种。

## 扩展阅读
- 維基物種上的相關：星毛补血草